# FK Shamkir
FK Shamkir (Azerbeidzjaans: Şəmkir FK) is een Azerbeidzjaanse voetbalclub uit de stad Shamkir.
De club werd in 1995 kampioen van de tweede klasse en promoveerde zo voor het eerst naar de Yuksak Liga. Na twee seizoenen in de lagere middenmoot werd Shamkir derde in 1998. In 2000 en 2001 werd zelfs de landstitel gevierd. Ook in 2002 werd de titel behaald maar de Azerbeidzjaanse voetbalbond erkent die kampioenschap niet wegens onregelmatigheden. Na een tweede plaats in 2004 werd de club dertiende in 2005.
Door financiële problemen trok de club zich terug uit de hoogste klasse voor het seizoen 2005/06. In 2010 werd een doorstart gemaakt.

## Erelijst
Landskampioen : 2000, 2001, 2002

## Shamkir in Europa
Uitslagen vanuit gezichtspunt FK Shamkir
| Seizoen | Competitie       | Ronde | Land              | Club              | Totaalscore | 1e W    | 2e W       | PUC |
| ------- | ---------------- | ----- | ----------------- | ----------------- | ----------- | ------- | ---------- | --- |
| 1999/00 | UEFA Cup         | Q     | Vlag van Oekraïne | Kryvbas Kryvy Rih | 0-5         | 0-3 (U) | 0-2 (T)    | 0.0 |
| 200/01  | Champions League | 1Q    | Vlag van Letland  | Skonto FC         | 5-3         | 1-2 (U) | 4-1 nv (T) | 1.0 |
|         |                  | 2Q    | Vlag van Tsjechië | Slavia Praag      | 1-5         | 0-1 (U) | 1-4 (T)    | 1.0 |
| 2001/02 | Champions League | 1Q    | Vlag van Wales    | Barry Town FC     | 0-3         | 0-2 (U) | 0-1 (T)    | 0.0 |
| 2004/05 | UEFA Cup         | 1Q    | Vlag van Georgië  | FK Tbilisi        | 1-5         | 0-1 (U) | 1-4 (T)    | 0.0 |

Totaal aantal punten voor UEFA coëfficiënten: 1.0